# Theophil Mitchell Prudden

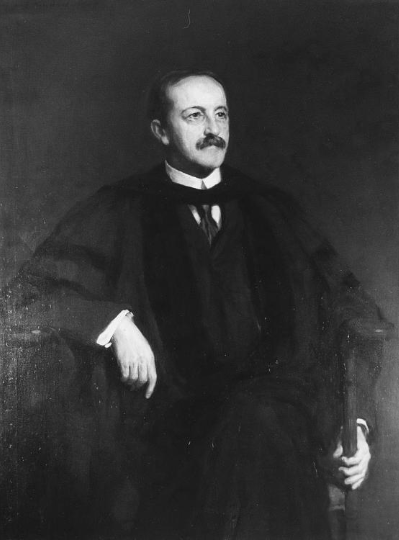
Theophil Mitchell Prudden, 1909

Theophil Mitchell Prudden (* 7. Juli 1849 in Middlebury (Connecticut); † 10. April 1924 in New York City) war ein US-amerikanischer Pathologe und Bakteriologe am Columbia University College of Physicians and Surgeons.
Prudden begann 1869 als Vorbereitung auf das Studium der Medizin ein Studium der Biologie an der Sheffield Scientific School der Yale University in New Haven, Connecticut. Nach dem Bachelor 1872 wechselte er an die Yale Medical School und erwarb 1875 einen M.D. als Abschluss. Als Assistenzarzt arbeitete er zunächst am New Haven Hospital, verbrachte dann aber zwei Jahre in Heidelberg bei Julius Arnold und in Wien bei Salomon Stricker, wo er sich jeweils mit entzündlichen Veränderungen an Knorpelgewebe befasste. Zurück in den Vereinigten Staaten fand Prudden keine Vollzeitstelle in Pathologie, eröffnete zunächst eine Arztpraxis in New Haven und nahm zusätzlich eine Dozentenstelle für Histologie an der Yale University an.
1876 übernahm Prudden eine Stelle als Assistent und Laborleiter unter Francis Delafield am College of Physicians and Surgeons in New York. 1885 ging er erneut nach Deutschland, um unter anderem  bei Ferdinand Hueppe in Wiesbaden und bei Robert Koch in Berlin auf dem neuen Gebiet der Bakteriologie ausgebildet zu werden. Anschließend errichtete Prudden das erste bakteriologische Labor in New York. Hier konnte er wichtige Beiträge zur Erforschung der Tuberkulose und der Diphtherie leisten. 1892 erhielt Prudden eine Professur für Pathologie an der Columbia University, als das College of Physicians and Surgeons der Columbia University zugeordnet wurde. Er gehörte zum wissenschaftlichen Beirat des Rockefeller Institute for Medical Research (heute Rockefeller University). 1909 wurde Prudden emeritiert, blieb aber noch wissenschaftlich aktiv und veröffentlichte zu Themen des öffentlichen Gesundheitswesens und populärwissenschaftliche Schriften zu Infektionskrankheiten.
Pruddens Hand-book of Pathological Anatomy and Histology 1885 (später Textbook of Pathology, etc.) erlebte 14 Auflagen bis 1927. Neben der Pathologie und der Bakteriologie befasste sich Prudden noch mit der Paläontologie und Archäologie Amerikas. So suchte er gemeinsam mit Othniel Charles Marsh Fossilien in Nebraska oder besuchte über mehrere Sommer prähistorische Stätten in Colorado, Utah, Arizona und New Mexico, wo er wesentlich zur Erforschung der Basketmaker (Korbflechter) in der Region des San-Juan-Gebirges beitragen konnte. Auch legte er eine bedeutende Sammlung von prähistorischen Töpfereien an.
1897 erhielt Prudden ein Ehrendoktorat der Yale University. 1901 wurde er zum Mitglied der National Academy of Sciences gewählt, 1904 der American Academy of Arts and Sciences. Prudden blieb Junggeselle.